# Cruz conmemorativa del Mojave
La Cruz conmemorativa del Mojave (en inglés: Mojave Memorial Cross) es una cruz que anteriormente se encontraba en terrenos públicos en el desierto de Mojave y estuvo en el centro de un caso legal ante la Corte Suprema de los Estados Unidos. La cruz original fue construida en 1934 para honrar a los muertos en la Primera Guerra Mundial. La cruz se ha mantenido por voluntarios y fue reconstruida después de ser destruida. Alcanzó relevancia después de las sentencias de los tribunales inferiores que la declararon ilegal debido a la separación de Iglesia y Estado y «preocupaciones constitucionales».
El 28 de abril de 2010, la Corte Suprema de Estados Unidos dictaminó en una decisión de 5-4 y devolvió el caso a un tribunal inferior. El alto tribunal dictaminó que no había violación de la separación de Iglesia y Estado cuando el Congreso transfirió la tierra que rodea la cruz para un grupo de veteranos de guerra. 
En la noche del 9 al 10 de mayo de 2010, la cruz fue cortada y robada de su lugar. Se prometió que el monumento sería reconstruido. 
En abril de 2012, un intercambio de tierras para eliminar la salida del monumento de la Reserva Nacional de Mojave fue aprobado por el Tribunal de Distrito de Estados Unidos para el Distrito Central de California. 
En el Día de los Veteranos, el 11 de noviembre de 2012, la cruz fue dedicada por Henry Sandoz en una ceremonia que incluyó a más de 100 personas.